# Mesure borélienne
Pour les articles homonymes, voir Mesure de Borel et Borel.
Une mesure borélienne ou (rarement) mesure de Borel est une mesure positive définie sur la tribu borélienne d'un espace topologique.
Ne pas confondre avec le sens plus restreint de mesure de Borel.
Le terme est aussi utilisé dans le contexte des mesures signées, voire des mesures complexes[réf. souhaitée] pour désigner une mesure définie sur la tribu borélienne.